# Mahaut z Artois
Mahaut z Artois (francouzsky Mahaut d’Artois; 1268 – 27. října 1329 Paříž) známá také jako Matylda byla burgundská hraběnka a hraběnka z Artois. Byla milovnicí umění, zaměstnávala sochaře Jeana Pépina de Huy.

## Život
Narodila se jako dcera hraběte Roberta II. z Artois a Amicie z Courtenay. Roku 1291 se provdala se za burgundského hraběte Otu IV., se kterým měla čtyři děti, syna Jana, který zemřel v dětství, Roberta a dvě dcery Johanu a Blanku, které se provdaly za francouzské prince.
Kvůli předčasnému úmrtí svého bratra Filipa z Artois v roce 1298 zdědila po smrti svého otce roku 1302 hrabství Artois.
Ačkoliv její synovec Robert III. z Artois, Filipův syn, opakovaně žádal o usnesení, které by přiřklo hrabství jemu, Mahautina práva byla nakonec potvrzena. Mahaut se ukázala jako schopná vladařka při vzpouře šlechticů v Artois.
Zemřela náhle roku 1329, synovec Robert byl podezřelý z otravy. Tělo zesnulé bylo pohřbeno v klášteře Maubuisson u nohou otce Roberta z Artois a srdce bylo pochováno v pařížském klášteře menších bratří po boku syna. Hrabství zdědila její dcera Johana, vdova po francouzském králi Filipu V., která zemřela o rok později.
Ve francouzské minisérii z roku 2005 Prokletí králové byla ztvárněna francouzskou herečkou Jeanne Moreau.